# Puits marocain
Un puits marocain est une excavation creusée pour asseoir les fondations d'un ouvrage sur un substrat profond.
Il fait partie de la famille des fondations profondes. Son utilisation est nécessaire lorsque l'on doit placer une pile ou une culée d'un viaduc ou autre ouvrage, sur un sol médiocre. Ainsi on transfère les efforts plus bas dans le sol, si possible sur un substrat rocheux.
On le réalise donc en succession de phases de creusement à la mini-pelle et de phases de soutènement par béton coulé en place ou projeté.
Une fois ce puits creusé on coule une virole en béton armé. Il s'agit de la partie de la pile du pont qui est sous terre et sur laquelle est fondée la semelle de l'appui.